# Hercostomus ancistrus
Hercostomus ancistrus är en tvåvingeart som beskrevs av Yang 1995. Hercostomus ancistrus ingår i släktet Hercostomus och familjen styltflugor.
Artens utbredningsområde är Zhejiang (Kina). Inga underarter finns listade i Catalogue of Life.